# Godi Leiser
Gottfried «Godi» Paul Leiser (* 19. März 1920 in St. Gallen, heimatberechtigt in Grossaffoltern und Maur; † 23. November 2009 in Maur) war ein Schweizer Zeichner und Maler.

## Biografie
Godi Leiser wuchs in St. Gallen im Quartier Rotmonten auf und zeichnete schon als Kind mit Vorliebe Automobile. Er besuchte die Handelsmittelschule der Kantonsschule mit Handelsmaturaabschluss in 1938. Anschliessend arbeitete er als Bankangestellter und als Kanzlist. Während des Zweiten Weltkriegs leistete er Aktivdienst in der Schweizer Milizarmee. Ab 1943 erlernte er den Beruf eines Grafikers an der Kunstgewerbeschule in St. Gallen. Für kurze Zeit arbeitete er 1949 in Amsterdam als Grafiker und lernte dort seine Ehefrau kennen. Anschliessend war er als Spécialiste aux Arts Graphiques an der Académie de la Grande Chaumière in Paris tätig. Sein erstes Atelier eröffnete er 1950 in Zürich. Anfänglich arbeitete er für die Automobilwerbung und erstellte Reklame für Modeerzeugnisse, weitere Produkte und Firmen. Er zog 1975 in ein Atelier in Maur um. Im Auftrag des Schweizerischen Bankvereins machte er Tuschzeichnungen von Ortschaften, in welchen die Bank Zweigstellen hatte oder eröffnete. Er wurde vor allem bekannt durch solche Ansichten und Panoramen von Städten und Dörfern in der Schweiz, USA und Japan. Während 24 Jahren war er nach eigener Aussage im Sommer und Winter als wandernder Zeichner unterwegs. Für Stadtansichten wählte er oft Aussichtspunkte auf Türmen, auf Baukranen und sogar auf Wolkenkratzern in den USA.
Leiser hatte Lehraufträge für Bauzeichnen und wissenschaftliches Zeichnen in St. Gallen, an der Kunstgewerbeschule Zürich und in Pfäffikon SZ. Er führte auch Ferienkurse in Italien, Spanien und Griechenland durch.
Leiser schenkte viele seiner Werke rund ums Automobil dem Autorennfahrer Fredy Lienhard, welcher sie als Teil seiner Sammlungen in der autobau Factory in Romanshorn dem Publikum zugänglich gemacht hat.
Man bezeichnet ihn als den letzten Städtezeichner des 20. Jahrhunderts.
Leiser war seit 1951 mit der niederländischen Keramikerin Iet Glarum verheiratet und hatte eine Tochter und zwei Söhne. Sein Sohn Jan Leiser (* 1958) ist ebenfalls Künstler.

## Veröffentlichungen
- Städte und Dörfer der Schweiz: Panoramen. Ex Libris, Zürich 1975.
- Zwölf Ansichten von Bern, gezeichnet nach der Natur von Godi Leiser. Verlag M. Krebser, Thun 1976.
- Zwölf Ansichten von St. Gallen, gezeichnet nach der Natur von Godi Leiser. Verlag M. Krebser, Thun 1977.
- Mollis: 14 Ansichten, gezeichnet von Godi Leiser. Stiftung «Pro Mollis», Mollis 1977.
- Rück-Blick: Gezeichnetes und Geschriebenes. G. Leiser, Maur ZH 2005.